# Palaquium hansenii
Palaquium hansenii är en tvåhjärtbladig växtart som beskrevs av Chantaranothai. Palaquium hansenii ingår i släktet Palaquium och familjen Sapotaceae. Inga underarter finns listade i Catalogue of Life.